# Liemaro
Liemaro (... – Brema, 16 maggio 1101) fu arcivescovo di Brema e Amburgo dal 1072 alla morte.

## Biografia
Liemaro proveniva da una famiglia ministeriale bavarese. Nella Pentecoste del 1072, re Enrico IV nominò Liemaro successore dell'arcivescovo Adalberto, morto due mesi prima. Il pallio gli fu conferito da papa Alessandro II.
Come il suo predecessore Adalberto, Liemaro perseguì una politica allineata agli interessi dell'impero. Durante la guerra sassone e la lotta per le investiture, si schierò al fianco del re Enrico IV, per cui fu deposto e scomunicato da papa Gregorio VII. Durante il suo servizio all'impero, Liemaro attraversò sei volte le Alpi e partecipò alla umiliazione di Canossa con Enrico IV.
Durante il suo mandato arcivescovile, fece fortificare il quartiere della cattedrale di Brema con un vallo firmissimo ("muro solidissimo"), ma la sua scarsa presenza fece sì che lo sviluppo territoriale dell'arcivescovado nel suo complesso ne risentisse: risedette infatti a Brema solo per 11 dei 29 anni del suo mandato, e solo per due dei primi 13 anni. Nel 1088, Liemaro cadde nelle mani di Egberto II di Meißen durante un'incursione nell'accampamento dell'imperatore al castello di Gleichen. Egli riuscì a comprare la sua libertà solo in cambio di 300 marchi d'argento e della cessione del baliato di Brema. Il baliato del monastero passò poi nelle mani dei conti di Stade, oppositori sassoni dell'arcivescovado. Solo dopo la morte di Liemaro, nel 1103, il re danese Eric I riuscì a stabilire l'arcivescovado di Lund, a cui Liemaro e il suo predecessore Adalberto si erano opposti, recandosi per la seconda volta in Italia. Solo il successore di Liemaro, Umberto, dovette accettare la drastica riduzione della giurisdizione di Brema nel 1104.
Il cronista Adamo da Brema dedicò la sua Gesta Hammaburgensis ecclesiae pontificum a Liemaro.